# Lista de episódios de Victorious

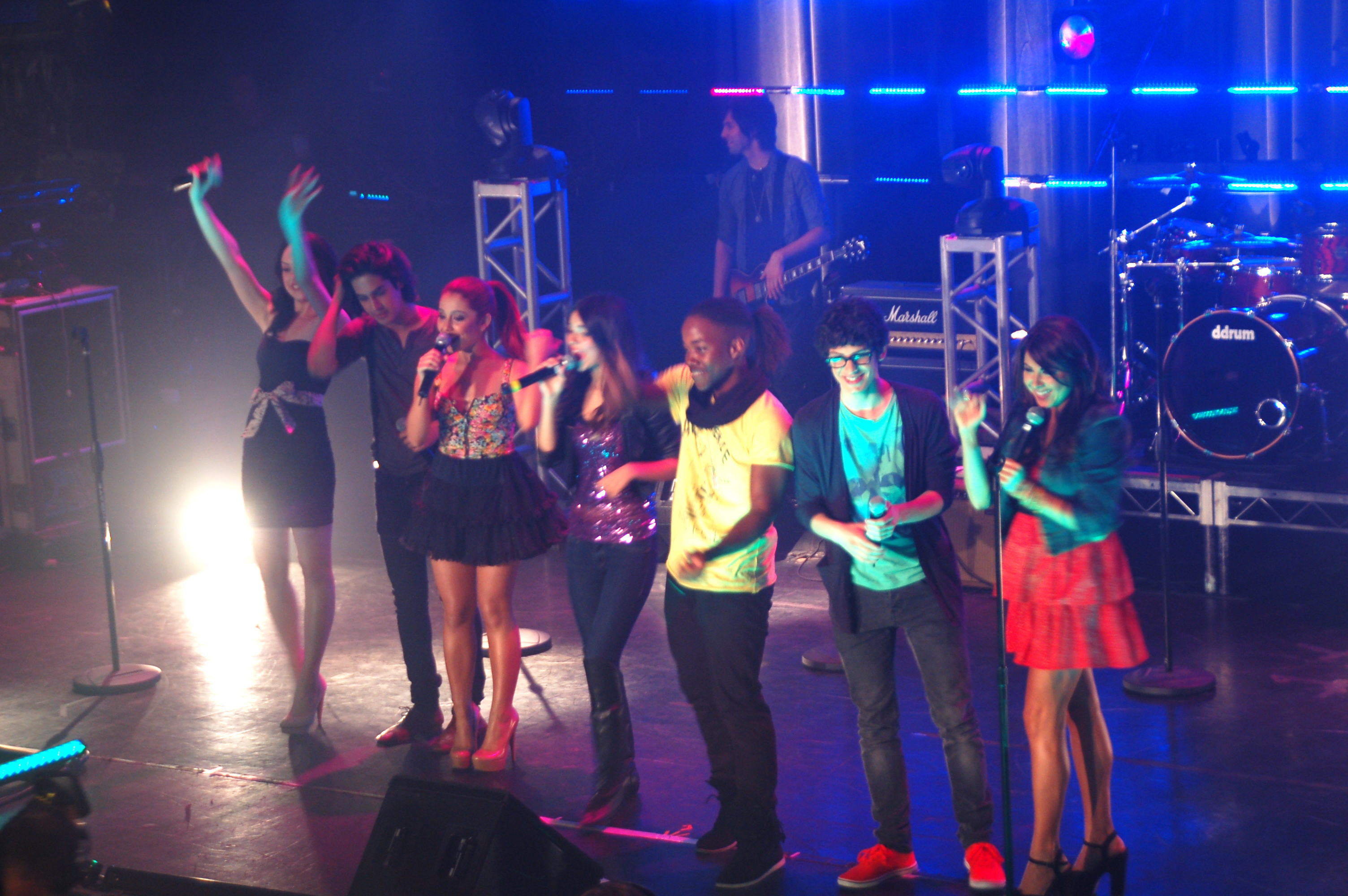
Atores de Victorious durante concerto musical para divulgação da trilha sonora da série. Da esquerda para a direita: Elizabeth Gillies, Avan Jogia, Ariana Grande, Victoria Justice, Leon Thomas III, Matt Bennett e Daniella Monet.

A seguir se apresenta a lista de episódios de Victorious, uma comédia musical que vai ao ar na rede de televisão Nickelodeon desde 27 de março de 2010 nos Estados Unidos. A série centra-se na vida de sete estudantes de uma escola de artes em Hollywood na Califórnia. Victoria Justice interpreta Tori Vega, uma aspirante cantora e atriz que vive diversos conflitos na escola com seus outros amigos.
O primeiro episódio, "Pilot", foi assistido por 5,7 milhões de telespectadores uma das séries mais assistidas, marcando assim o início da primeira temporada que encerrou-se em 26 de março de 2011. A segunda temporada teve sua estreia em 2 de abril de 2011, terminando em 26 de dezembro de 2011. O primeiro episódio produzido na terceira temporada que é o episódio A Christmas Tori foi exibido em 25 de dezembro de 2011.
O fim da série foi decretado em 10 de agosto de 2012 pela Nickelodeon, após ser dito em 23 de julho que a serie foi renovada para uma 4° temporada e dias depois cancelada, pois alcançou o limite de episódios que as series da Nickelodeon devem ter. Dan Schneider afirmou que o 15º episódio da terceira temporada, "Wanko's Wharehouse" foi promovido como início da 4º temporada. O final da série ocorreu em 2 de fevereiro de 2013.

## Temporadas
| Temporada | Temporada | Episódios | Exibição Original      | Exibição Original      | Exibição no Brasil     | Exibição no Brasil      | Exibição em Portugal    | Exibição em Portugal    |
| Temporada | Temporada | Episódios | Estreia de temporada   | Final de temporada     | Estreia de temporada   | Final de temporada      | Estreia de temporada    | Final de temporada      |
| --------- | --------- | --------- | ---------------------- | ---------------------- | ---------------------- | ----------------------- | ----------------------- | ----------------------- |
|           | 1         | 20        | 27 de março de 2010    | 26 de março de 2011    | 13 de outubro de 2010  | 6 de agosto de 2011     | 11 de novembro de 2010  | 4 de novembro de 2011   |
|           | 2         | 13        | 2 de abril de 2011     | 26 de dezembro de 2011 | 16 de novembro de 2011 | 26 de setembro de 2012  | 4 de novembro de 2011   | 21 de setembro de 2012  |
|           | 3         | 14        | 3 de dezembro de 2011  | 30 de Junho de 2012    | 27 de setembro de 2012 | 28 de fevereiro de 2013 | 28 de setembro de 2012  | 23 de fevereiro de 2013 |
|           | 4         | 13        | 22 de setembro de 2012 | 2 de fevereiro de 2013 | 7 de fevereiro de 2013 | 19 de outubro de 2013   | 16 de fevereiro de 2013 | 7 de fevereiro de 2014  |

## 1º Temporada (2010-2011)
| # S   | # T   | Títulos                                                     | Diretor(es)       | Roteirista(s)     | Datas Originais de Exibição              | Código de Produção | Audiência (em milhões) nos |
| ----- | ----- | ----------------------------------------------------------- | ----------------- | ----------------- | ---------------------------------------- | ------------------ | -------------------------- |
| 1     | 1     | "Piloto" "Pilot"                                            | Steve Hoefer      | Dan Schneider     | 27 de março, 2010 13 de outubro, 2010    | 101                | 5.7                        |
| 2     | 2     | "A Cena do Pássaro" "The Bird Scene"                        | Steve Hoefer      | Dan Schneider     | 10 de abril, 2010 20 de outubro, 2010    | 102                | 3.5                        |
| 3     | 3     | "Luta Encenada" "Stage Fighting"                            | Steve Hoefer      | George Doty IV    | 18 de abril, 2010 27 de outubro, 2010    | 103                | 3.3                        |
| 4     | 4     | "A Canção da Semana do Níver" "The Birthweek Song"          | Adam Weissman     | Jake Farrow       | 25 de abril, 2010 10 de novembro, 2010   | 107                | 3.2                        |
| 5     | 5     | "Jade Termina com Beck" "Jade Dumps Beck"                   | Matt Fleckenstein | Steve Hoefer      | 2 de maio, 2010 3 de novembro, 2010      | 106                | 3.3                        |
| 6     | 6     | "Tori, a Zumbi" "Tori the Zombie"                           | Dan Schneider     | Russ Reinsel      | 8 de maio, 2010 30 de outubro, 2010      | 105                | 4.1                        |
| 7     | 7     | "Robarazzi" "Robarazzi"                                     | Steve Hoefer      | Arthur Gradstein  | 4 de junho, 2010 8 de dezembro, 2010     | 108                | 6.0                        |
| 8     | 8     | "Sobrevivência do Mais Colorento" "Survival of the Hottest" | Russ Reinsel      | Dan Schneider     | 26 de junho, 2010 24 de agosto,2011      | 117                | 3.8                        |
| 9     | 9     | "Wi-Fi no Céu" "Wi-Fi in the Sky"                           | Steve Hoefer      | Dan Schneider     | 27 de agosto, 2010 31 de agosto,2011     | 118                | 3.6                        |
| 10    | 10    | "A Grande Chance de Beck" "Beck's Big Break"                | David Kendall     | Arthur Gradstein  | 25 de setembro, 2010 12 de janeiro, 2011 | 104                | 3.2                        |
| 11    | 11    | "A Armação do Ping Pong" "The Great Ping Pong Scam"         | Steve Hoefer      | Matt Fleckenstein | 1 de outubro, 2010 18 de maio, 2011      | 115                | 2.4                        |
| 12    | 12    | "O Novo Namorado da Cat" "Cat's New Boyfriend"              | Adam Weissman     | Arthur Gradstein  | 8 de outubro, 2010 27 de abril, 2011     | 112                | 2.9                        |
| 13–14 | 13–14 | "Surtando de Vez" "Freak the Freak Out"                     | Steve Hoefer      | Dan Schneider     | 26 de novembro, 2010 21 de abril, 2011   | 119-120            | 5.3                        |
| 15    | 15    | "A Morte de Rex" "Rex Dies"                                 | Steve Hoefer      | Matt Fleckenstein | 8 de janeiro, 2011 13 de abril, 2011     | 110                | 4.2                        |
| 16    | 16    | "Os Diddly-Boops" "The Diddly-Boops"                        | Adam Weissman     | Jake Farrow       | 17 de janeiro, 2011 20 de abril, 2011    | 111                | 3.5                        |
| 17    | 17    | "A Peça da Jade" "Wok Star"                                 | Russ Reinsel      | Jake Farrow       | 8 de janeiro, 2011 25 de maio, 2011      | 116                | 3.6                        |
| 18    | 18    | "A Difícil Escolha" "The Wood"                              | David Kendall     | Dan Schneider     | 5 de fevereiro, 2011 11 de maio, 2011    | 114                | 4.4                        |
| 19    | 19    | "Um Filme de Dale Squires" "A Film by Dale Squires"         | Adam Weissman     | George Doty IV    | 5 de março, 2011 20 de junho, 2011       | 109                | 3.4                        |
| 20    | 20    | "Uma Noite na Casa de Sikowitz" "Sleepover at Sikowitz's"   | Russ Reinsel      | George Doty IV    | 26 de março, 2011 6 de agosto, 2011      | 113                | 4.1                        |

## 2º Temporada (2011)
| # S   | # T | Títulos                                            | Diretor(es)   | Roteirista(s)                                                      | Datas Originais de Exibição                    | Código de Produção | Audiência (em milhões) nos |
| ----- | --- | -------------------------------------------------- | ------------- | ------------------------------------------------------------------ | ---------------------------------------------- | ------------------ | -------------------------- |
| 21    | 1   | "Implorando de Joelhos" Beggin' On Your Knees"     | Steve Hoefer  | Jake Farrow                                                        | 2 de Abril de 2011 20 de Fevereiro de 2012     | 209                | 6.2                        |
| 22    | 2   | "Beck Cai Pela Tori" Beck Falls for Tori"          | Steve Hoefer  | Dan Schneider                                                      | 16 de Abril de2011 16 de Novembro de 2011      | 201                | 3.9                        |
| 23    | 3   | "Sorvetes por Ke$ha" Ice Cream for Ke$ha"          | Adam Weissman | Arthur Gradstein                                                   | 22 de Abril de 2011 21 de Fevereiro de 2012    | 210                | 4.0                        |
| 24    | 4   | "Tori Fica Retida" Tori Gets Stuck"                | Russ Reinsel  | Jake Farrow                                                        | 14 de Maio de 2011 30 de Novembro de 2011      | 205                | 4.2                        |
| 25    | 5   | "Destruidora de Bailes" Prom Wrecker"              | Adam Weissman | Matt Fleckenstein                                                  | 21 de Maio de 2011 22 de Fevereiro de 2012     | 211                | 3.6                        |
| 26–27 | 6–7 | "Presos" Locked Up"                                | Steve Hoefer  | Dan Schneider                                                      | 30 de Julho de 2011 24 de Maio de 2012         | 203-204            | 5.2                        |
| 28    | 8   | "Helen Está de Volta" Helen Back Again"            | Russ Reinsel  | Arthur Gradstein                                                   | 10 de Setembro de 2011 23 de Novembro de 2011  | 202                | 4.4                        |
| 29    | 9   | "Quem Fez Isso Com a Trina?" Who Did It to Trina?" | Adam Weissman | Dan Schneider                                                      | 17 de Setembro de 2011 24 de Fevereiro de 2012 | 208                | 4.7                        |
| 30    | 10  | "Tori Tortura o Professor" Tori Tortures Teacher"  | Russ Reinsel  | Matt Fleckenstein                                                  | 1º de Outubro de 2011 24 de Setembro de 2012   | 206                | 3.8                        |
| 31    | 11  | "Paixão Pela Jade" Jade Gets Crushed"              | Clayton Boen  | Dan Schneider                                                      | 8 de Outubro de 2011 23 de Fevereiro de 2012   | 207                | 3.4                        |
| 32    | 12  | "O Bolinho Gigante" Terror on Cupcake Street"      | Steve Hoefer  | Dan Schneider                                                      | 15 de Outubro de 2011 25 de Setembro de 2012   | 212                | 3.4                        |
| 33    | 13  | "Uma Noite com Brilhante Victória" Blooptorious"   | Russ Reinsel  | Darren Thomas Stefanie Leder, Erica Spates Sam Littenburg-Weisberg | 26 de Dezembro de 2011 26 de Setembro de 2012  | 213                | 3.1                        |

## 3º Temporada (2011-2012)
| # S   | # T   | Títulos                                                    | Diretor(es)   | Roteirista(s)                        | Datas Originais de Exibição                    | Código de Produção | Audiência nos EUA (em milhões) |
| ----- | ----- | ---------------------------------------------------------- | ------------- | ------------------------------------ | ---------------------------------------------- | ------------------ | ------------------------------ |
| 34    | 1     | "O Natal da Tori" A Christmas Tori"                        | Steve Hoefer  | Dan Schneider & Warren Bell          | 3 de Dezembro de 2011 14 de Dezembro de 2012   | 301                | 4.4                            |
| 35    | 2     | "A Turma do Café da Manhã" The Breakfast Bunch"            | Steve Hoefer  | Dan Schneider e Jake Farrow          | 28 de Janeiro de 2012 28 de Setembro de 2012   | 302                | 3.9                            |
| 36    | 3     | "O Clube do Gorila" The Gorilla Club"                      | Steve Hoefer  | Dan Schneider & Warren Bell          | 4 de Fevereiro de 2012 15 de Novembro de 2012  | 307                | 3.6                            |
| 37    | 4     | "O Pior Casal" The Worst Couple"                           | Adam Weissman | Dan Schneider & Matt Fleckenstein    | 11 de Fevereiro de 2012 27 de Setembro de 2012 | 303                | 3.4                            |
| 38    | 5     | "A Namorada Horrível do André" Andre's Horrible Girl"      | Steve Hoefer  | Dan Schneider & Warren Bell          | 18 de Fevereiro de 2012 23 de Outubro de 2012  | 304                | 3.5                            |
| 39    | 6     | "Carro, Chuva e Fogo" Car, Rain and Fire"                  | Russ Reinsel  | Dan Schneider & Jake Farrow          | 25 de Fevereiro de 2012 18 de Outubro de 2012  | 305                | 3.7                            |
| 40    | 7     | "O Encontro de Tori & Jade" Tori & Jade's Playdate"        | Adam Weissman | Dan Schneider & Matt Fleckenstein    | 3 de Março de 2012 15 de Novembro de 2012      | 306                | 4.2                            |
| 41    | 8     | "Primeiro de Abril em Branco" April Fools Blank"           | Russ Reinsel  | Dan Schneider & Matt Fleckenstein    | 24 de Março de 2012 14 de fevereiro de 2013    | 311                | 3.4                            |
| 42    | 9     | "Enlouquecendo Tori" Driving Tori Crazy"                   | Russ Reinsel  | Dan Schneider & Matt Fleckenstein    | 14 de Abril de 2012 11 de Dezembro de 2012     | 308                | 3.2                            |
| 43    | 10    | "Como a Trina Entrou na Hollywood Arts?" How Trina Got In" | Russ Reinsel  | Dan Schneider & Matt Fleckenstein    | 05 de Maio de 2012 13 de Dezembro de 2012      | 309                | 2.4                            |
| 44–45 | 11–12 | "A Premiação" Tori Goes Platinum"                          | Steve Hoefer  | Dan Schneider & Christopher J. Nowak | 19 de Maio de 2012 11 de Outubro de 2012       | 315-316            | 3.8                            |
| 46    | 13    | "A Louca Ponnie" Crazy Ponnie"                             | Russ Reinsel  | Dan Schneider & Warren Bell          | 9 de Junho de 2012 1 de Fevereiro de 2013      | 310                | 2.6                            |
| 47    | 14    | "O Esquadrão das Loiras" The Blonde Squad"                 | Steve Hoefer  | Dan Schneider & Warren Bell          | 30 de Junho de 2012 28 de fevereiro de 2013    | 313                | 3.8                            |

## 4º Temporada (2012-2013)
| # S | # T | Títulos                                           | Diretor(es)   | Roteirista(s)                        | Datas Originais de Exibição                    | Código de Produção | Audiência (em milhões) nos |
| --- | --- | ------------------------------------------------- | ------------- | ------------------------------------ | ---------------------------------------------- | ------------------ | -------------------------- |
| 48  | 1   | "O Armazém do Wanko" Wanko´s Warehouse"           | Adam Weissman | Dan Schneider & Christopher J. Nowak | 22 de Setembro de 2012 7 de fevereiro de 2013  | 312                | 3.6                        |
| 49  | 2   | "O Rei do Hambone" The Hambone King"              | Russ Reinsel  | Dan Schneider & Matt Fleckenstein    | 29 de Setembro de 2012 21 de Fevereiro de 2013 | 314                | 2.4                        |
| 50  | 3   | "Encontro ao Contrário" Opposite Date"            | Steve Hoefer  | Dan Schneider & Warren Bell          | 13 de Outubro de 2012 13 de Maio de 2013       | 317                | 3.7                        |
| 51  | 4   | "Três Garotas e um Alce" Three Girls and a Moose" | David Kendall | Dan Schneider & Christopher J. Nowak | 20 de Outubro de 2012 15 de Maio de 2013       | 319                | 3.2                        |
| 52  | 5   | "Sem Celulares" Cell Block"                       | Adam Weissman | Dan Schneider & Warren Bell          | 24 de Novembro de 2012 14 de Maio de 2013      | 318                | 3.5                        |
| 53  | 6   | "Tori Banca o Cupido" Tori Fixes Beck & Jade"     | David Kendall | Dan Schneider & Warren Bell          | 1º de Dezembro de 2012 16 de Maio de 2013      | 320                | 2.8                        |
| 54  | 7   | "Mil Bolas de Fruta" One Thousand Berry Balls"    | David Kendall | Dan Schneider & Dave Malkoff         | 8 de Dezembro de 2012 27 de Setembro de 2013   | 326                | 2.7                        |
| 55  | 8   | "Robbie Vende Rex" Robbie Sells Rex"              | Adam Weissman | Dan Schneider & Christopher J. Nowak | 15 de Dezembro de 2012 17 de Maio de 2013      | 321                | 3.6                        |
| 56  | 9   | "Hóspede Indesejável" The Bad Roommate"           | Steve Hoefer  | Dan Schneider & Warren Bell          | 5 de Janeiro de 2013 23 de Setembro de 2013    | 322                | 3.4                        |
| 57  | 10  | "Espremedores de Cérebros" Brain Squeezers"       | Clayton Boen  | Dan Schnieder & Warren Bell          | 12 de Janeiro de 2013 25 de Setembro de 2013   | 324                | 2.7                        |
| 58  | 11  | "Guerra no The Slap" The Slap Fight"              | Steve Hoefer  | Dan Schneider & Christopher J. Nowak | 19 de Janeiro de 2013 19 de Outubro de 2013    | 327                | 2.7                        |
| 59  | 12  | "Tori Semeada de Estrelas" Star Spangled Tori"    | Adam Weissman | Dan Schneider & Christopher J. Nowak | 26 de Janeiro de 2013 26 de Setembro de 2013   | 325                | 3.0                        |
| 60  | 13  | "Todos Digam Sim!" Victori-Yes"                   | David Kendall | Dan Schneider & Christopher J. Nowak | 2 de Fevereiro de 2013 24 de Setembro de 2013  | 323                | 2.9                        |